# Shvpes
Shvpes (gesprochen: Shapes) war eine englische Melodic-Hardcore-Band aus Birmingham.

## Geschichte

### Cytota (2009 bis 2014)
Die Band gründete sich im Jahre 2009 unter dem Namen Cytota. An Halloween trafen sich der Sänger Joby Fitzgerald und Schlagzeuger Harry Jennings in London und beschlossen, eine Band zu gründen. Komplettiert wurde die Besetzung durch die Gitarristen Ryan Hamilton und Youssef Ashraf und dem Bassisten Oliver Pike. Unter diesem Namen veröffentlichte die Band im Jahre 2012 die EP The Prosecutor, die von Jim Pinder und Carl Bown produziert wurde. Ein Jahr später trat die Band beim Download-Festival auf und spielte Konzerte im Vorprogramm von Bands wie Funeral for a Friend, While She Sleeps, und Rise to Remain. Im Juli 2014 verließ Sänger Joby Fitzpatrick die Band wegen musikalischer Differenzen. Sein Nachfolger wurde Griffin Dickinson. Er ist der Sohn von Bruce Dickinson, dem Sänger von Iron Maiden.

### Shvpes (2015 bis 2020)
Im Januar 2015 änderte die Band ihren Namen in Shvpes. Der neue Name stammt von dem Lied Shapes, der ersten Komposition mit Dickinson als Sänger. Laut Griffin Dickinson wurde das a durch ein v ersetzt, da die Band unter dieser Schreibweise bei Google und YouTube besser zu finden wäre. Außerdem sei diese Schreibweise eine Hommage an den Hip-Hop, da viele Künstler aus diesem Bereich Buchstaben durch andere ersetzen. Im Sommer 2015 trat die Band beim Slam Dunk Festival auf und arbeitete daraufhin an ihrem ersten Studioalbum. Nach einem weiteren Auftritt beim Download-Festival 2016 veröffentlichten Shvpes über Spinefarm Records im Oktober 2016 ihr Debütalbum Pain. Joy. Ecstasy. Despair. Es folgte eine Tour im Vorprogramm von Crossfaith.
Im Frühjahr 2017 spielten Shvpes zwei Europatourneen im Vorprogramm von Trivium bzw. While She Sleeps, bevor sie im Sommer 2017 beim Graspop Metal Meeting, dem Hellfest und dem Slam Dunk Festival spielten. 2018 trat die Band beim Download-Festival und den Reading and Leeds Festivals auf. Nach einer Tour durch das Vereinigte Königreich im Vorprogramm von Hawthorne Heights veröffentlichte die Band am 9. November 2018 ihr zweites Studioalbum Greater Than, dass von Jim Pinder produziert wurde. Als Gastsänger tritt bei dem Lied Rain der Trivium-Sänger Matthew Heafy auf. Gleichzeitig spielten Shvpes eine Europatournee im Vorprogramm von Bullet for My Valentine. Im Juli 2020 lösten sich Shvpes auf.

## Stil
Während die Band unter ihrem alten Namen Cytota noch eher im Metalcore oder Post-Hardcore angesiedelt waren, änderte die Band nach der Umbenennung ihren Stil hin zum Melodic Hardcore, der um Einflüsse von Metal, Alternative Rock und Hip-Hop angereichert wird. Marcus Schleutermann vom deutschen Magazin Rock Hard beschrieb Shvpes als eine „moderne Version von Papa Roach“, ergänzt durch „melodischen Metalcore, handgemachten Hip-Hop und einer Prise Funk“.

## Diskografie
- 2012: The Prosecutor (EP, als Cytota)
- 2016: Pain. Joy. Ecstasy. Despair. (Album)
- 2018: Greater Than (Album)